# Tours-sur-Marne
Tours-sur-Marne és un municipi francès, situat al departament del Marne i a la regió del Gran Est. L'any 2007 tenia 1.302 habitants.

## Demografia

### Població
El 2007 la població de fet de Tours-sur-Marne era de 1.302 persones. Hi havia 483 famílies, de les quals 119 eren unipersonals (48 homes vivint sols i 71 dones vivint soles), 158 parelles sense fills, 198 parelles amb fills i 8 famílies monoparentals amb fills.
La població ha evolucionat segons el següent gràfic:
Habitants censats

### Habitatges
El 2007 hi havia 550 habitatges, 510 eren l'habitatge principal de la família, 13 eren segones residències i 27 estaven desocupats. 491 eren cases i 57 eren apartaments. Dels 510 habitatges principals, 370 estaven ocupats pels seus propietaris, 133 estaven llogats i ocupats pels llogaters i 7 estaven cedits a títol gratuït; 5 tenien una cambra, 27 en tenien dues, 55 en tenien tres, 130 en tenien quatre i 293 en tenien cinc o més. 409 habitatges disposaven pel capbaix d'una plaça de pàrquing. A 189 habitatges hi havia un automòbil i a 270 n'hi havia dos o més.

### Piràmide de població
La piràmide de població per edats i sexe el 2009 era:
| Homes | Edats   | Dones |
| ----- | ------- | ----- |
| 0     | 95 o +  | 0     |
| 0     | 90 a 94 | 4     |
| 8     | 85 a 89 | 20    |
| 0     | 80 a 84 | 8     |
| 12    | 75 a 79 | 24    |
| 20    | 70 a 74 | 16    |
| 24    | 65 a 69 | 52    |
| 16    | 60 a 64 | 16    |
| 24    | 55 a 59 | 16    |
| 56    | 50 a 54 | 60    |
| 44    | 45 a 49 | 56    |
| 52    | 40 a 44 | 48    |
| 48    | 35 a 39 | 52    |
| 44    | 30 a 34 | 32    |
| 40    | 25 a 29 | 24    |
| 40    | 20 a 24 | 36    |
| 52    | 15 a 19 | 36    |
| 72    | 10 a 14 | 48    |
| 24    | 5 a 9   | 40    |
| 32    | 0 a 4   | 12    |

## Economia
El 2007 la població en edat de treballar era de 853 persones, 630 eren actives i 223 eren inactives. De les 630 persones actives 596 estaven ocupades (328 homes i 268 dones) i 34 estaven aturades (14 homes i 20 dones). De les 223 persones inactives 90 estaven jubilades, 62 estaven estudiant i 71 estaven classificades com a «altres inactius».

### Ingressos
El 2009 a Tours-sur-Marne hi havia 511 unitats fiscals que integraven 1.305,5 persones, la mediana anual d'ingressos fiscals per persona era de 20.212 €.

### Activitats econòmiques
Dels 63 establiments que hi havia el 2007, 2 eren d'empreses extractives, 8 d'empreses alimentàries, 3 d'empreses de fabricació d'altres productes industrials, 7 d'empreses de construcció, 14 d'empreses de comerç i reparació d'automòbils, 6 d'empreses de transport, 4 d'empreses d'hostatgeria i restauració, 1 d'una empresa d'informació i comunicació, 2 d'empreses financeres, 3 d'empreses de serveis, 9 d'entitats de l'administració pública i 4 d'empreses classificades com a «altres activitats de serveis».
Dels 14 establiments de servei als particulars que hi havia el 2009, 1 era una oficina de correu, 1 una oficina bancària, 2 tallers de reparació d'automòbils i de material agrícola, 2 paletes, 1 guixaire pintor, 1 fusteria, 2 lampisteries, 2 perruqueries i 2 restaurants.
Dels 5 establiments comercials que hi havia el 2009, 1 era un hipermercat, 1 una botiga de menys de 120 m², 2 carnisseries i 1 una joieria.
L'any 2000 a Tours-sur-Marne hi havia 31 explotacions agrícoles que ocupaven un total de 1.449 hectàrees.

## Equipaments sanitaris i escolars
L'únic equipament sanitari que hi havia el 2009 era una farmàcia.
El 2009 hi havia 1 escola maternal i 1 escola elemental.

## Poblacions més properes
El següent diagrama mostra les poblacions més properes.